# Тестування косметики на тваринах
Тестування косметики на тваринах — це вид дослідів на тваринах, які використовуються для перевірки безпеки та гіпоалергенних властивостей продуктів для подальшого їх використання людьми. Через шкоду, заподіяну тваринам, цьому тестуванню протистоять захисники за права тварин та інші. Косметичні випробування на тваринах заборонені в Європейському Союзі, Індії, Ізраїлі,  та Норвегії

## Визначення
Використання випробувань на тваринах у розробці косметики може включати випробування або готового продукту, або окремих інгредієнтів готового продукту на тваринах, часто кроликах, а також на мишах, щурах та інших тваринах. Косметику можна визначити як продукти, що наносяться на організм різними способами, щоб покращити зовнішній вигляд або очистити організм. Сюди входять всі засоби для волосся, макіяж, засоби для нігтів та мило.
Управління продовольства і медикаментів США (FDA) продовжує підтримувати методи випробувань на тваринах.
Повторне використання існуючих даних випробувань, отриманих від попередніх випробувань на тваринах, як правило, не вважається косметичним тестуванням на тваринах; однак прийнятність цього для противників тестування обернено пропорційна тому, оскільки останні дані є.

## Методи
Методи тестування косметики на тваринах включають багато різних тестів, які класифікуються по-різному залежно від того, для яких областей косметика буде використовуватися. Один новий інгредієнт будь-якого косметичного засобу, який використовується в цих тестах, може призвести до загибелі щонайменше 1400 тварин.
- Шкірне проникнення: В основному в цьому методі використовуються щури, тест аналізує хімічну речовину і проникнення хімічної речовини в кров. Шкірне проникнення — це метод, який забезпечує краще розуміння поглинання шкірою.[5]

- Сенсибілізація шкіри: Це метод, який визначає, чи викликає хімічна речовина алергічну реакцію. Хімічний ад'ювант вводять для підвищення імунної системи. У минулому його проводили на морських свинках і наносили на поголений пласт шкіри. Речовини оцінюються, виходячи із зовнішнього вигляду шкіри.[5]

- Гостра токсичність: Цей тест використовується для визначення небезпеки впливу хімічної речовини в роті, шкірі або запалення. Щурам і мишам вводять смертельну дозу 50 % (LD50). Цей тест може спричинити судоми тварин, втрату рухової функції та припадки.[5]

- Тест Дрейза: Це метод тестування, який може викликати роздратування або корозію шкіри, або очей у тварин, шкірну сенсибілізацію, сенсибілізацію дихальних шляхів, порушення ендокринної системи та ЛД50 (що стосується летальної дози, яка вбиває 50 % оброблених тварин).

- Роз'їдання шкіри або подразнення: Цей метод тестування оцінює потенціал речовини, що завдає незворотної шкоди шкірі. Зазвичай він виконується на кроликах і передбачає нанесення хімічних речовин на поголену ділянку шкіри. Це визначає рівень пошкодження шкіри, що включає свербіж, запалення, набряк тощо.[5]

## Альтернативи
Виробники косметики, які не проводять тестування на тваринах, тепер можуть використовувати техніку In vitro (лат. in vitro — «у склі») для перевірки кінцевих точок, які можуть визначити потенційний ризик для людини з дуже високою чутливістю та специфічністю. Такі компанії, як CeeTox у США, нещодавно придбані компанією Cyprotex, спеціалізуються на таких тестуваннях, і такі організації, як Центр альтернатив випробувань на тварин (CAAT), PETA та багато інших організацій виступають за використання In vitro та інших тестів на тваринах для розвитку споживчих товарів. Використовуючи безпечні інгредієнти зі списку 5000, які вже перевірені у поєднанні з сучасними методами тестування косметики, потреба в тестах на тваринах заперечується.
Кожен з EpiSkin™, EpiDerm™ та SkinEthic складається зі штучної шкіри людини як варіант альтернативного тестування. Штучна шкіра може імітувати реакцію, яку фактична шкіра людини матиме на продукт та хімічні речовини, які він містить, і може бути змінена, щоб імітувати різні типи шкіри та роки. Наприклад, використання ультрафіолетового світла на EpiSkin може призвести до того, що воно нагадує стару шкіру, а додавання меланоцитів перетворить шкіру в більш темний колір. Це допомогло створити спектр різних кольорів шкіри, які потім використовуються для порівняння результатів засмаги для різних людей. Для вирішення потенційних проблем з іншими частинами людського організму дослідницькі компанії, такі як NOTOX, розробили синтетичну модель печінки людини, яка є головним органом для детоксикації організму, щоб перевірити шкідливі інгредієнти та хімічні речовини, щоб перевірити, чи зможе печінка детоксикувати ці елементи.
Дослідницькі компанії також можуть використовувати частини тіла та органи, взяті у тварин, забитих для м'ясної промисловості, для проведення випробувань, таких як тест на непрозорість і проникність рогівки великої рогатої худоби та ізольований тест з курячим оком.

## Історія
У 1937 році була допущена помилка, яка в результаті різко змінила фармацевтичну галузь. Компанія створила ліки «для лікування стрептококових інфекцій», і без будь-яких наукових досліджень ліки виходили на прилавки. Цей медикамент виявився надзвичайно отруйним для людей, що призвело до великих спалахів отруєння з подальшою смертністю понад 100 людей. Ця епідемія призвела до прийняття закону в 1938 р., який називався Американським Законом про їжу, ліки та косметику, який застосовував більш жорсткі вказівки щодо косметичних товарів. Після прийняття цього закону компанії шукали тварин для тестування своєї продукції, у свою чергу, створюючи перші спроби косметичних випробувань на тваринах.

## Некомерційні організації
- Cruelty Free International: Організація та її партнери керують сертифікацією всіх компаній у всьому світі, які вважають виробленими без насильства. Компанії, що виробляють товари для краси та дому, які не випробовують свою продукцію на тваринах на будь-якому ринку, можуть подати заявку на членство у програмі The Leaping Bunny, яка дозволяє цій компанії розміщувати логотип Leaping Bunny Cruelty Free International на своїх продуктах. Ця програма встановлює глобальний стандарт операцій та продажів. Компанії зі штаб-квартирою на міжнародному рівні можуть отримати сертифікацію від Cruelty Free International.[13] Компанії зі штаб-квартирою у США та Канаді можуть отримати сертифікацію від Коаліції з питань споживчої інформації про косметику (CCIC).[14] У 2013 році було сертифіковано понад 500 компаній.[15] Однак деякі сертифікати компанії були відкликані після того, як було виявлено, що вони продовжували тестувати на тваринах в Азії.[16]

- Humane Society International: Це глобальна організація захисту тварин, яка працює на допомогу всім тваринам, включаючи тварин у лабораторіях.[17]

## Процедури випробувань на тваринах
У лабораторіях для випробувань на тваринах існує стратегія під назвою «Концепція 3R: Скорочення, удосконалення та заміни» (Doke, «Альтернативи тестуванню на тварин: огляд»).
- Скорочення: Підхід заснований на етиці, щоб мінімальна кількість випробовуваних тварин тестувалася на поточні та пізніші тести.

- Удосконалення: Запланований дистрес і біль, завданий тварині, що тестується, повинні бути якомога меншими. Цей підхід зосереджується на створенні дому для тварин перед тим, як потрапити на випробувальні майданчики, щоб продовжити життя лабораторних тварин. Дискомфорт для тварин викликає дисбаланс у гормональному рівні, що створює коливальні результати під час тестування.

- Заміни: Дає можливість вивчити відповідь стільникових моделей, але іншими словами, пошук заміни на альтернативи, які можна було б зробити замість тестування на тваринах.

## Юридичні вимоги та статус
Через сильну реакцію громадськості проти косметичних випробувань на тваринах, більшість виробників косметики кажуть, що їх продукція не тестується на тваринах. Однак, як і раніше, до них діють вимоги за стандартами торгівлі та закони про захист прав споживачів у більшості країн, щоб показати, що їх продукція не токсична і не небезпечна для здоров'я населення, а також, що інгредієнти не є небезпечними у великих кількостях, наприклад, під час транспорту або на виробництві. У деяких країнах можна виконати ці вимоги без додаткових випробувань на тваринах. В інших країнах може знадобитися випробування на тваринах, щоб відповідати законодавчим вимогам. США та Японію часто критикують за наполягання на суворих заходах безпеки, що часто вимагає випробувань на тваринах. Деякі роздрібні торговці виділяють себе на ринку своєю позицією щодо випробувань на тваринах.

### Юридичні вимоги Японії
Хоча законодавство Японії не вимагає тестування косметичних засобів, що не є медикаментозними, на тваринах, але також не забороняє, залишаючи рішення окремим компаніям. Випробування на тваринах необхідні в основному, коли продукт містить новорозвинені смоляні кольори, захисні інгредієнти від ультрафіолетових променів або консервантів і, коли кількість будь-якого інгредієнта, регульована з точки зору кількості додавання, збільшується.
Японські бренди, такі як Shiseido та Mandom, закінчили багато, але не всі свої випробування на тваринах. Однак більшість інших провідних косметичних компаній Японії все ще тестують на тваринах.

### Юрисдикція із заборонами

#### Бразилія, Сан-Паулу
Сан-Паулу в Бразилії, заборонили косметичні тестування на тваринах в 2014 році.

#### Європейський Союз
Європейський Союз (ЄС) пішов за цим рішенням, після того, як погодився припинити майже повну заборону на продаж косметики, протестованої на тваринах, по всьому ЄС з 2009 року, а також заборонити тестування на тваринах, пов'язаних з косметикою. Випробування на тваринах регламентовані в Регламенті ЄС 1223/2009 про косметику. Імпортні косметичні інгредієнти, випробувані на тваринах, були припинені на споживчих ринках ЄС у 2013 році забороною, але все ще можуть продаватися за межі ЄС. Норвегія заборонила випробовувати косметичні тести на тваринах в той самий час, що і ЄС. У травні 2018 року Європейський Парламент проголосував за те, щоб ЄС та його держави-члени працювали над Конвенцією ООН проти використання тестування на тварин для косметики.

#### Індія
На початку 2014 року Індія оголосила заборону на тестування косметики на тваринах в країні, тим самим стала другою країною в Азії, яка зробила це. Пізніше Індія заборонила імпорт косметики, протестованої на тваринах у листопаді 2014 року.

#### Ізраїль
Ізраїль у 2013 році заборонив «ввозити та реалізовувати косметику, туалетні приналежності або миючі засоби, які були випробувані на тваринах».

#### Нова Зеландія
У 2015 році Нова Зеландія також заборонила тестування на тваринах.

#### Туреччина
Туреччина «заборонила будь-які випробування косметичних продуктів на тваринах, які вже були представлені на ринку».

#### Велика Британія
Випробування косметики та її інгредієнтів на тваринах були заборонені у Великій Британії у 1998 році.

### Юрисдикції, де розглядаються заборони

#### Асоціація країн Південно-Східної Азії
Асоціація країн Південно-Східної Азії (АСЕАН) потенційно «досягає успіхів у припиненні тестування косметики на тваринах».

#### Австралія
В Парламенті Австралії в березні 2014 року був внесений законопроєкт the End Cruel Cosmetics Bill, який повністю заборонив би місцеві випробування, які зазвичай там не відбуваються, та імпорт косметики, протестованої на тваринах. У 2016 році був прийнятий законопроєкт про заборону продажу косметики, протестованої на тваринах, який набув чинності в липні 2017 року.

#### Бразилія
Законодавство Бразилії проголосує за загальнодержавну заборону тестування косметики на тваринах до кінця березня 2014 року.

#### Сполучені Штати
У березні 2014 р. до конгресу в США був внесений Закон про гуманну косметику, який заборонить косметичні випробування на тваринах і врешті-решт заборонить продаж косметичних засобів, протестованих на тваринах. Законопроєкт не просувався.

#### Південна Корея
Південна Корея також потенційно «докладає зусиль до припинення тестування косметики на тваринах».

#### Тайвань
У 2015 році на Тайвані висунуто законопроєкт із пропозицією заборонити косметичні випробування на тваринах. Він пройшов у 2016 році та набирає чинності у 2019 році.

### Інші статуси

#### Китай
Китай прийняв закон 30 червня 2014 року для усунення вимоги до випробувань косметики на тваринах. Хоча звичайні косметичні товари, що виробляються на внутрішньому ринку, що не потребують випробувань, тестування на тваринах все ще передбачено законом щодо «космецевтиків китайського виробництва» (косметичних товарів, які пред'являють функціональні претензії), які доступні для продажу в Китаї. Косметичні засоби, призначені виключно для експорту, звільнені від вимог до випробувань на тваринах. З березня 2019 року тестування після продажу (тобто тести на косметику після потрапляння на ринок) готової імпортної та вітчизняної косметичної продукції більше не потребуватимуть тестування на тваринах.

#### Росія
У 2013 році Міністерство охорони здоров'я Росії заявило, що «Токсикологічне тестування проводиться за допомогою тестування на шкірну алергічну реакцію або тестування на слизовій тканині (мезенхіма) / зоні очей (із застосуванням лабораторних тварин), або шляхом використання альтернативних загальних методів токсикології (IN VITRO). Таким чином технічні регламенти включають заходи, які надають альтернативу тестуванню косметики на тваринах».

#### Україна
В липні 2019 року Міністерство охорони здоров'я України висунуло офіційну пропозицію щодо вимог до косметичної продукції і заборону випробування її на тваринах. В МОЗ пропонують прирівняти вимоги до косметики на українському ринку до європейських. Під забороною також і тестування косметики на тваринах.
«Новий технічний регламент на косметичну продукцію є одним із кроків України щодо виконання умов Угоди про асоціацію між Україною та Європейським Союзом.
Регламент розроблений на основі Регламенту ЄС № 1223/2009. Документ має усунути юридичні розбіжності, а також адміністративні та технічні бар'єри у торгівлі між Україною та країнами Європейського Союзу».